# Gerichtsbezirk Stenico
Der Gerichtsbezirk Stenico war ein dem Bezirksgericht Stenico unterstehender Gerichtsbezirk in der Gefürsteten Grafschaft Tirol. Der Gerichtsbezirk umfasste Teile des Trentino und gehörte zum Bezirk Tione. Nach dem Ersten Weltkrieg musste Österreich den gesamten Gerichtsbezirk an Italien abtreten.

## Geschichte
Der Gerichtsbezirk Stenico wurde durch eine 1849 beschlossene Kundmachung der Landes-Gerichts-Einführungs-Kommission geschaffen und umfasste ursprünglich die 30 Gemeinden Andogna, Balbido, Ballino, Bono, Campo, Cares, Cavrasto, Comano, Comighello, Dasindo, Dorsino, Duvredo, Favrio, Fiave, Godenzo, Larido, Lundo, Madice, Poja, Premione, Rango, San Lorenzo, Sclemo, Seo, Steniko, Stumiaga, Tavado, Tignarone, Vigo und Villa di Banale.
Der Gerichtsbezirk Stenico bildete im Zuge der Trennung der politischen von der judikativen Verwaltung
ab 1868 gemeinsam mit den Gerichtsbezirken Tione und Condino den Bezirk Tione.
Der Gerichtsbezirk wies 1869 eine Bevölkerung von 9.312 Personen auf.
1910 wurden für den Gerichtsbezirk 10.128 Personen ausgewiesen, von denen 11 Deutsch (0,1 %) und 10.077 Italienisch oder Ladinisch (99,5 %) als Umgangssprache angaben.
Durch die Grenzbestimmungen des am 10. September 1919 abgeschlossenen Vertrages von Saint-Germain wurde der Gerichtsbezirk Stenico zur Gänze Italien zugeschlagen.

## Gerichtssprengel
Der Gerichtssprengel umfasste 1910 die 16 Gemeinden Andogna, Bleggio Inferiore, Bleggio Superiore, Campo, Comano, Dorsino, Fiave, Lundo, Premione, San Lorenzo, Sclemo, Seo, Stenico, Stumiaga, Tavodo und Villa Banale.